# Cinnamomum camphora

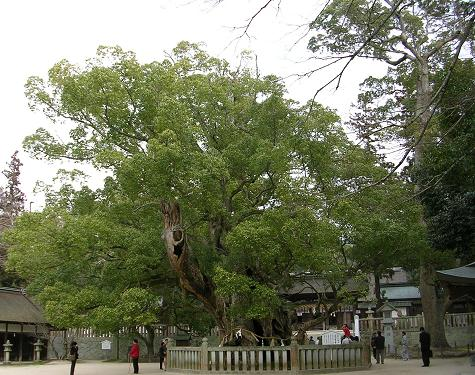
Uma canforeira centenária, com idade estimada de 1000 anos (Japão).

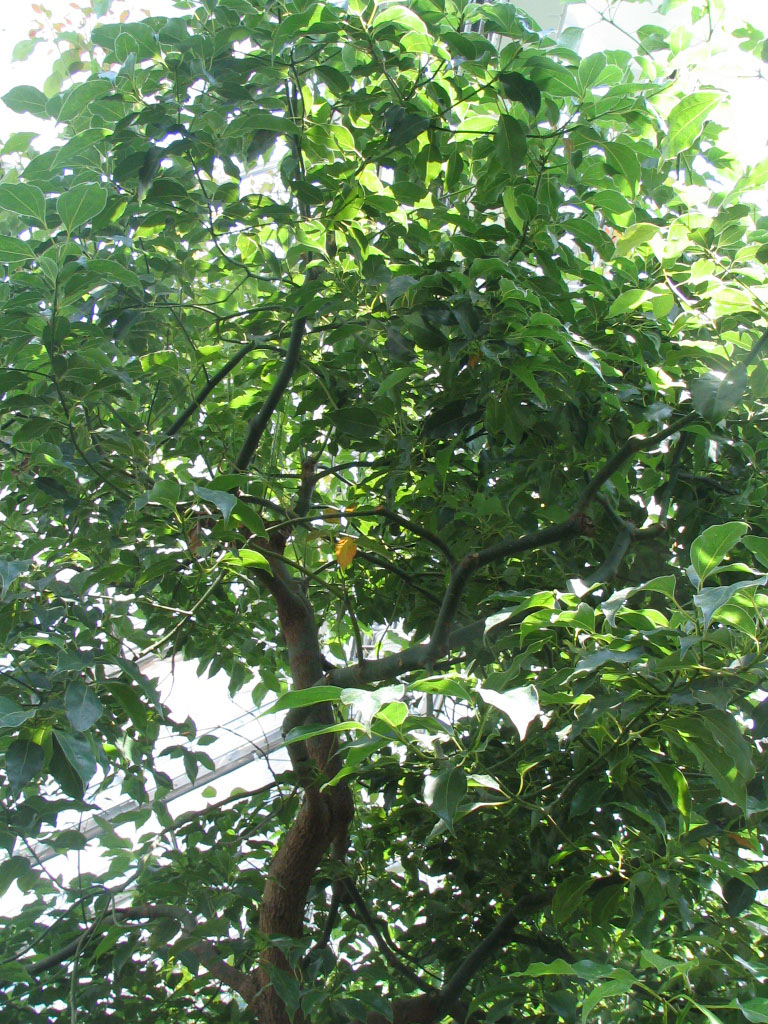
Folhagem de Cinnamomum camphora.

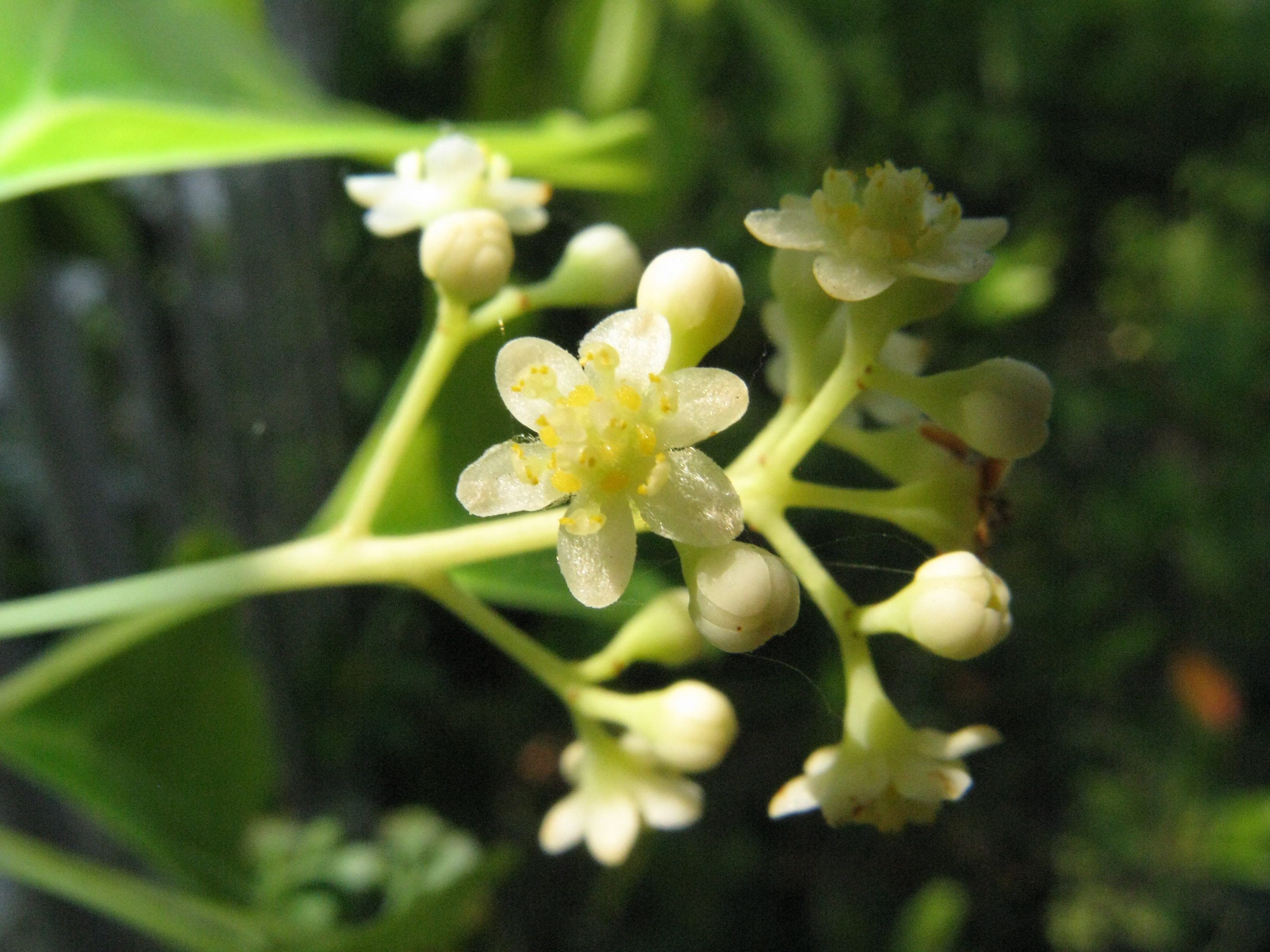
Flores de Cinnamomum camphora.

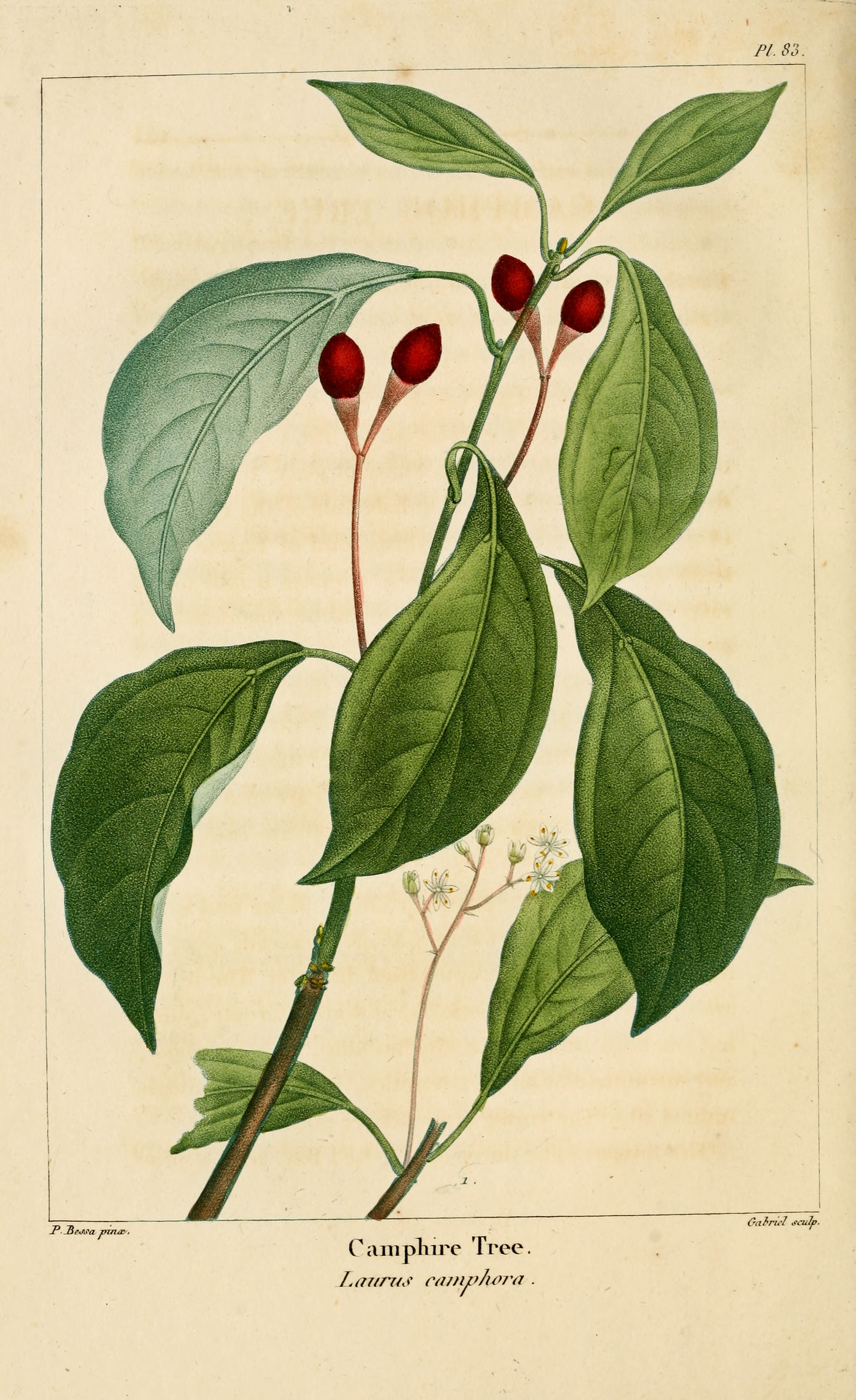
Ilustração mostrando os frutos de Cinnamomum camphora

Cinnamomum camphora (L.) J. Presl, conhecida pelo nome comum de canforeira, é uma árvore de grande porte, que pode atingir os 20 m de altura, pertencente à família Lauraceae e ao género Cinnamomum, o mesmo da árvore que produz a canela. Esta árvore é nativa do Extremo Oriente, particularmente do Taiwan, do Japão e da China meridional. A espécie é rica em óleos essenciais, sendo cultivada como árvore ornamental e para produção de cânfora.

## Descrição
Cinnamomum camphora é uma grande árvore (megafanerófito) de folha perene, com ramos frágeis que alcançam os 20 metros de altura.
As folhas são de filotaxia alterna, pecioladas, de forma ovalada, coriáceas e acuminadas, de coloração verde brilhante e com três nervuras principais. As folhas apresentam nas axilas umas pequenas glândulas. 
As flores são brancas amareladas e ocorrem em maio-junho, agrupadas em panículas corimbosas dispostas nas suas axilas. O fruto é uma baga em forma de globo de coloração avermelhada que se torna negro quando amadurece.
A espécie apresenta uma fitoquímica complexa, rica em princípios activos. O óleo de cânfora é obtido por destilação a vapor da madeira desta espécie.
A planta tem distribuição natural na sueste da China, Taiwan e Japão, sendo comum na China e Japão. A espécie é cultivada em numerosos países de clima cálido e nas regiões costeiras do Pacífico dos Estados Unidos.

## Taxonomia
A espécie Cinnamomum camphora foi inicialmente descrita por Lineu, como Laurus camphora, sendo incluída no género Cinnamomum por Jan Svatopluk Presl em texto publicada em O přirozenosti rostlin aneb rostlinář 2: 47. 1825.
A etimologia do nome genérico Cinnamomum deriva do grego kinnamon ou kinnamomon, que significa madeira doce. O epíteto específico camphora é de origem latina e significa "cânfora".
A espécie apresenta um vasta sinonímia, a qual inclui:
- Camphora camphora (L.) H.Karst.
- Camphora hahnemannii Lukman.
- Camphora hippocratei Lukman.
- Camphora japonica Garsault
- Camphora officinarum Nees
- Camphora officinarum Bauh.
- Camphora officinarum var. glaucescens A.Braun
- Camphora vera Raf.
- Camphorina camphora (L.) Farw.
- Cinnamomum camphoriferum St.-Lag.
- Cinnamomum officinarum Nees ex Steud.
- Laurus camphora L.  (basónimo)
- Laurus camphorifera Salisb.
- Laurus gracilis G.Don
- Ocotea japonica (Garsault) Thell.
- Persea camfora Spreng.
- Persea camphora (L.) Spreng.

## Etnobotânica
Esta árvore é a origem da cetona conhecida como cânfora (C10H16O), uma substância branca, cristalina, com um forte odor característico e obtida a partir da seiva. A extracção é feita pela oxidação do pineno (parte principal da essência de terebentina). É uma combinação acíclica. Apresenta-se em grandes massas brancas, grano-cristalinas, translúcidas de cheiro particular penetrante e de um sabor um tanto amargo. É pouco solúvel na água, dissolvendo-se facilmente no álcool, éter e demais solventes orgânicos. Volatiliza-se desde a temperatura comum. É usada na fabricação de celulóide e de pólvora sem fumo.
Conhecida desde a antiguidade, a cânfora é utilizada como incenso e no preparo de medicamentos.
Diz-se que seu cheiro é inibidor de aranhas e traças. Para tanto, é recomendável a diluição em álcool para o seu borrifamento nas paredes e armários.
Princípios ativos: terpenos (alfa-pineno, nopineno, canfeno, dipenteno, cariofileno, cadineno, bisaboleno, canfazuleno etc.), álcoois (borneol, linalol, alfa-terpinol etc.), cetonas (cânfora, piperitona), óxidos (cineol etc.)
Quando utilizada em medicina tradicional são atribuídas as seguintes propriedades à às suas folhas e casca:
- Em grandes doses é narcótico e irritante, sem embargo de em doses pequenas ser sedante, antiespasmódico, diaforético, anti-helmíntico e balsâmico.
- Em aplicação externa pode aliviar as dores de cabeça e neuralgias. (de preferência com recurso ao álcool canforado).
- Também se utiliza o álcool canforado para aliviar as dores de dentes.
- Deve utilizar-se sob controlo médico pois a intoxicação produz dor gástrica e vómitos, debilidade e rigidez muscular.
- As aves são muito sensíveis aos seus vapores e se expostas a eles podem perecer em 15 minutos.